# Collège régional Champlain

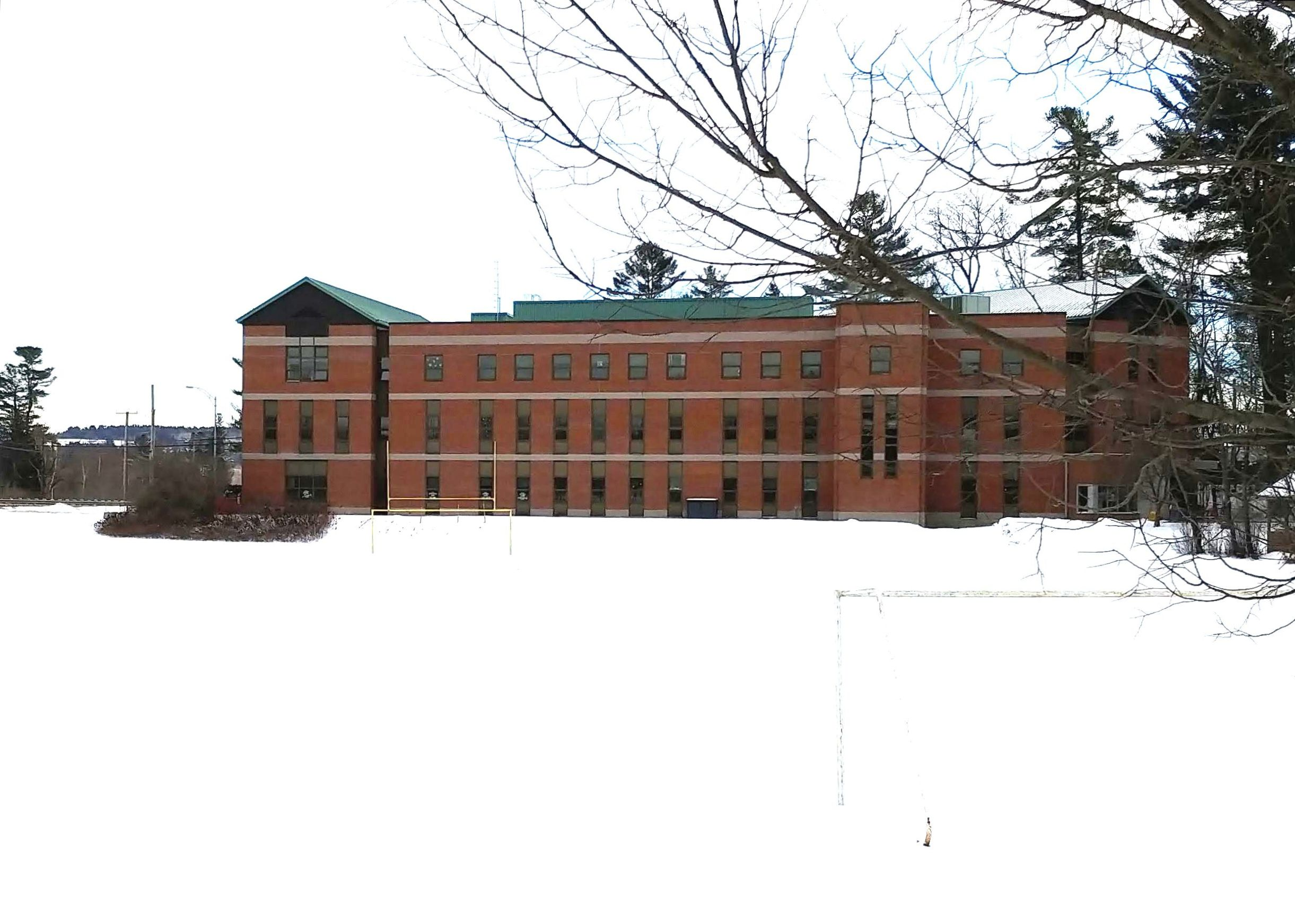
Le Cégep Champlain Lennoxville, ouvert en 1972. Il est situé sur un site qu’il partage avec l’Université Bishop’s.

Le Collège régional Champlain est un cégep anglophone fondé en 1971 et nommé en l’honneur de Samuel de Champlain, le père de la Nouvelle-France. Il s’agit d’un collège de langue anglaise situé au Québec et qui regroupe trois établissements différents : le Collège Champlain de Saint-Lambert situé à Saint-Lambert sur la rive sud de Montréal, le Collège Champlain de Lennoxville, situé à Lennoxville dans l’agglomération de Sherbrooke et le Collège Champlain St. Lawrence situé à Québec. 